# Velîka Soltanivka, Vasîlkiv
Velîka Soltanivka (în ucraineană Велика Солтанівка) este localitatea de reședință a comunei Velîka Soltanivka din raionul Vasîlkiv, regiunea Kiev, Ucraina.

## Demografie
Componența lingvistică a localității Velîka Soltanivka
     Ucraineană (95,23%)
     Rusă (3,93%)
     Alte limbi (0,7%)
Conform recensământului din 2001, majoritatea populației localității Velîka Soltanivka era vorbitoare de ucraineană (95,23%), existând în minoritate și vorbitori de rusă (3,93%).